# 村八分 (バンド)
村八分（むらはちぶ）は、日本のロックバンドである。
1969年に結成。日本ロック史の草創期（ニュー・ロック）に活動したグループの一つで、全編日本語歌詞によるロックサウンドを先駆けて展開した。

## 概要・特徴
日本的な風情をもった攻撃的な楽曲を展開する。ドラムがずれようがおかまいなしに突き進み、時には客と喧嘩し、スタジオ音源の発表よりもライブにこだわりつづけた。ヴォーカルのステージ上でのダンスや挑発的ながらユーモラスなMC、美声とは程遠いがなり声、「かたわ」「めくら」「びっこ」など現在では差別用語と言われるような過激な表現の歌詞など、アンダーグラウンドな雰囲気が漂う。評論家の小野島大によれば、村八分の名前と楽曲はNHKの放送自粛対象に指定されている。
音楽性は、リーダー山口冨士夫が信奉する「ローリングストーンズ」をルーツとしている。

## メンバー

### 初期メンバー
柴田和志（1950年5月6日 - 1994年4月25日）
ヴォーカル担当。通称チャー坊。
山口冨士夫（1949年8月10日 - 2013年8月14日）
ギター担当。元ザ・ダイナマイツ。1980年に裸のラリーズに参加。1987年に青木真一とティアドロップスを結成。
浅田哲（1950年12月15日 - 2000年8月17日）
ギター担当。チャー坊の友人。はしだのりひこは従兄弟。1973年2月頃脱退。
青木真一（1951年1月5日 - 2014年12月18日）
ベース担当。1971年脱退。
1976年にSPEEDを結成、1980年代後半まで東京ロッカーズシーンで活動。後にフールズ、ティアドロップスのメンバーとしても活躍。
恒田義見
ドラムス担当。脱退後ブラインド・バードに参加。その後、ハルヲフォン、ペグモ｡

### 途中加入メンバー
上原裕
ドラムス担当（2代目）。1972年脱退。後にシュガー・ベイブ、沢田研二のエキゾチックス、忌野清志郎のラフィータフィーなどで活躍。娘の上原菜々恵もミュージシャンとして活動。
渡辺作郎
ドラムス担当（3代目）。通称カント。
加藤義明
ベース → ギター担当（2代目）。1972年8月加入。息子の加藤遊はドラマー、娘の加藤りまもミュージシャンとして活動。
エーイチ（見掛英治）
ベース担当（3代目）。
村瀬シゲト
ドラムス担当（4代目）。
榊原敬吉
ドラムス担当（5代目）。通称、某。日本画家、榊原紫峰の孫。息子の榊原良太もドラマーとして活動。

## 略歴
- 1969年、アメリカ放浪から帰国した柴田和志と、ザ・ダイナマイツを解散したばかりだった山口冨士夫を中心に京都で結成。柴田による京都弁そのままの扇動的MCなど強力なインパクトで、関西を中心に人気を得ていく。
- 1972年11月23日、慶應義塾大学三田祭野外ステージでコンサート（後年、この音源はCD化されている）。
- 1973年5月5日、京都大学西部講堂でコンサート。同年このライブを収録した唯一のオリジナルアルバム『ライブ』を発表。
- 1973年8月25日、解散。
- 1979年7月15日、京都大学西部講堂で再結成コンサート。柴田は本格的な再結成を望んでいたが、他のメンバーは賛同せず、この再結成は数回のコンサートのみとなる。
- 1990年11月23日、柴田が「村八分」を名乗り京大でコンサート。以降、柴田は断続的に「村八分」として活動する（ただし、柴田以外の以前のメンバーは一切参加しておらず、また、柴田以外のバンドメンバーはその時々によって異なり、実質的には柴田のソロ活動的な色彩が強かった。また、メンバーが固定していなかったことや、この時期、柴田の状態がかなり不安定であったこともあって、その演奏は、時々でかなりムラがあった。山口冨士夫は同時期、何度かバンドへの復帰を誘われ、柴田と話し合いを持ったこともあるが、結局復帰しなかった）。
- 1994年、柴田和志が死去。
- 2000年8月17日、ギターの浅田哲が食道癌で死去。
- 2013年8月14日、山口冨士夫が死去[6]。
- 2014年12月18日、青木真一が死去[7]。

## 沿革・エピソード
- バンド結成のきっかけは、山口とサンフランシスコから帰国した柴田が、東京・市ヶ谷で知り合い意気投合したこと[8]。柴田は元々ラリーズにベーシストとして加入する予定だった[8]。また、山口は初め石間秀樹（ex.ビーバーズ）とのツイン・ギターを構想していたが、石間が内田裕也のフラワーズに加入したため、急遽柴田の幼馴染の浅田が参加することとなった[8]。
- 唯一の公式アルバム『ライブ』は、レコード会社エレックの倒産を直接の理由として廃盤になっていたが、1986年に限定2枚組LP盤[注釈 1]とCDで再発されて以来、廃盤になることなく入手可能な状態が続いている。今までの『ライブ』のCDには以下のものがある。
  - 1986年盤：初CD化。だが、後半の数曲が収録されていなかった。1枚ものCD。
  - 1992年盤：「完全盤」としてVIVID SOUNDより発売。2枚組CD。
  - 2001年盤：『ライブ+1』としてGoodLovin'より発売。未発表曲「ゴミ箱のふた」が追加収録された。紙ジャケット仕様、1枚ものCD。
  - 2005年盤：GoodLovin'より発売された『村八分BOX』のDISC7・8として収録。オリジナル盤に忠実なミキシング・マスタリングが行われており、01年盤とはエコー感などがかなり異なって聴こえる。ELEC盤を完全復刻した紙ジャケット仕様、2枚組CD。
  - 2007年盤："ELEC紙ジャケシリーズ"の復刻企画としてバップより発売。冒頭1曲目の、『ライブ』を代表する曲の1曲である「あッ!!」が（歌詞に問題があるために）収録されず、ファンから大きな反発を受ける。現在では生産中止であり、コレクターズアイテム化している。紙ジャケット仕様（01年盤と異なりLPの帯を復刻している）、2枚組CD。
  - 2014年盤：2005年盤を基に、中村宗一郎によってリマスタリングが施された音源を使用。紙ジャケット&オリジナル被せ帯仕様。1枚ものCD。
  - 2022年盤（2種）：オリジナルアナログマスターから2014年リイシュー時と同様に中村宗一郎による新たな2022年リマスタリングが施された音源を使用。紙ジャケット&オリジナル被せ帯仕様。1枚ものCD、2枚組CD（2005年に発売された『村八分BOX』でしか聴けなかったエレックスタジオデモ6曲を最新リマスタリングで収録したディスクを含めた2枚組仕様）の2種を発売。
- 1971年のスタジオ録音を収録したミニ・アルバム『草臥れて』は、1991年に京都のゲイター・ワブル・レコーズより発売後、1994年にVIVID傘下CHOP[9]より柴田の追悼盤として装丁を変えたが権利関係で廃盤[注釈 2]。2005年村八分BOXに収録後、2007年、GoodLovin'より単独の『くたびれて』として再発。2015年4月18日にはレコード・ストア・デイに合わせ、12インチアナログ盤でもリリース。2024年10月には、『ぶっつぶせ!!』との2枚組で、久保田麻琴のリマスタリングによりアナログ盤でリリース。
- ローリング・ストーンズのライブアルバム「ゲット・ヤー・ヤ・ヤズ・アウト」のミッドナイトランブラーの中で「カッチョイイー」と言う日本語らしき声が聞こえる。これは柴田の声であるという噂があるが、本人は明確に否定している。
- ギタリストのCharがセックス・ピストルズを聴いて「これ村八分と一緒じゃん」と発言したのは有名な話である（ちなみにピストルズは1976年デビュー）。
- 『ライブ』の「のうみそ半分」はインストゥルメンタルで歌がないが、これは単に柴田が急に歌わなかったためで、実際には歌詞があるという。このように、他のライブでも歌わなかったり歌詞を突然変えることは日常茶飯事であった。
- 大半の曲がギターから始まる。これは結成当初、山口以外の他のメンバーがプロとしての活動経験がほとんどなかったため、安定したリズムで演奏するための措置である。ただし山口と柴田はあえてプロではなくアマチュアのミュージシャンを加入させたという。
- 1994年7月10日、京都大学西部講堂にて「ライヴ！ フォーエバー・チャーボー」という柴田の追悼コンサートが行なわれ、ボ・ガンボス、ソウル・フラワー・ユニオン、裸のラリーズという豪華な顔ぶれが村八分の曲を演奏した。

## 作品

### シングル
- Recorded Live '73（2000年10月18日）
  1. 鼻からちょうちん
  2. にげろ

### アルバム
- ライブ（1973年6月25日）
  - A面
    1. あッ!!
    2. 夢うつつ
    3. どうしようかな
    4. あくびして

  - B面
    1. 鼻からちょうちん
    2. 水たまり
    3. のうみそ半分
    4. 馬の骨

  - C面
    1. ねたのよい
    2. ぐにゃぐにゃ
    3. のびてぶぎー
    4. んッ!!

  - D面
    1. どこへ行く
    2. にげろ
    3. どうしようかな
    4. 序曲

  - 1973年5月5日の京都大学西部講堂でのライブを収録。リリース履歴は上記の沿革・エピソードで解説。
- くたびれて（1991年4月30日）
  - 1971年のスタジオ録音を収録したミニ・アルバム。リリース履歴は上記の沿革・エピソードで解説。
- Live'72 -三田祭- （2000年10月24日）
  - 1972年11月23日の慶応義塾大学三田祭でのライブを収録。2019年5月15日、リマスター盤＋村八分BOX＜DISC 9＞の映像をリマスターし収録したDVDの2枚組（完全限定デラックスエディションは、リマスター盤2種＋DVDの3枚組）で再発。2024年8月28日、久保田麻琴のリマスタリングにより、アナログでリリース。
- UNDERGROUND TAPES〜1972KBS京都スタジオ・ライブ（2003年1月25日）
  - 2016年1月13日、 COMPLETE EDITION として再発。リマスタリングが施され、未収録曲、サウンドチェックも収録された。
- UNDERGROUND TAPES〜1973京都大学西部講堂（2003年1月25日）
  - 1973年1月6・7日の京都大学西部講堂でのライブを収録。2015年7月1日に別マスターの音源を使用し、未収録曲を追加して1972-1973として再リリース。
- UNDERGROUND TAPES〜1979京都大学西部講堂（2003年1月25日）
- 村八分BOX（2005年11月21日）　※CD8枚＋DVD1枚
  - ＜DISC 1＞1971年3月31日 スタジオレコーディング（ミニ・アルバム「くたびれて」）のリマスタリング ＋1971年6月27日 日比谷野外音楽堂ほか
  - ＜DISC 2＞1972年8月23日 京都円山野外音楽堂ライブ
  - ＜DISC 3＞1972年11月11日 京都会館 ライブ
  - ＜DISC 4＞1972年 京都ディスコ ガロ ライブ
  - ＜DISC 5＞1973年 エレックスタジオ ＋72年 プライベートアコースティックテープ
  - ＜DISC 6＞1979年5月6日 京都大学西部講堂
  - ＜DISC 7＆8＞1973年5月5日 京都大学西部講堂（エレックオリジナルLP「ライブ」レコード被せ帯付き初回盤を紙ジャケ完全復刻＆リマスタリング）
  - ＜DISC 9＞－DVD－1972年慶応大学三田祭CD発売時に特典用として配布された映像をまるごと全て収録し、後年発見された同日の映像も現存する限りノーカット収録、さらに発掘された16mm、8mmフィルムより、1971年日比谷野外音楽堂、1972年京都円山野外音楽堂でのライブ映像を収録
- ぶっつぶせ！―1971北区公会堂Live―（2010年3月24日）
  - 2015年10月21日、再発。2010年盤はオープンリールテープからCDに収録する際に回転数を誤っていたため、実際の演奏よりテンポが遅かった。2015年盤はリマスタリングを施した上、正確な回転数で制作されており、カットされていたサウンドチェックも収録されている。また、2016年4月23日にはRECORD STORE DAYに合わせ、アナログ盤でもリリースされている。
- 村八分 1972-1973（2015年7月1日）
  - 「UNDERGROUND TAPES〜1973京都大学西部講堂」と「Recorded Live’73」の音源をリマスタリング復刻。さらに発掘された72年福岡、京都での未発表ライブ音源2曲を収録。
- 1979（2019年10月16日）
  - 「UNDERGROUND TAPES〜1979京都大学西部講堂」と「村八分BOX ＜DISC 6＞1979年5月6日 京都大学西部講堂」の音源に未発表音源を追加し、リマスタリング復刻。
- 京都会館第一ホール（2020年12月9日）
  - 「村八分BOX ＜DISC 3＞1972年11月11日 京都会館」の音源をリマスタリング復刻。
- 京都円山野外音楽堂（2021年6月9日）
  - 「村八分BOX ＜DISC 2＞1972年8月23日 京都円山野外音楽堂ライブ」の音源をリマスタリング復刻。
- 京都河原町ガロ（2022年9月14日）
  - 「村八分BOX ＜DISC 4＞1972年 京都ディスコ ガロ ライブ」の音源をリマスタリング復刻。
- 一九七三年一月 京都大学西部講堂（2024年7月31日）
  - 「UNDERGROUND TAPES〜1973京都大学西部講堂」と同日の、チャー坊が所有していた1973年1月6・7日の京都大学西部講堂でのライブを録音したカセットテープマスターから、久保田麻琴のリマスタリングにより、アナログでリリース。
- 1971 (くたびれて/ぶっつぶせ!!)（2024年10月30日）
  - 最初期の音源である1971年4月に収録されたスタジオ録音作「くたびれて」、同年7月、東京北区公会堂で行われたライブを収録した「ぶっつぶせ!!」を、久保田麻琴のリマスタリングにより、2枚組アナログでリリース。

### 書籍
- チャー坊遺稿集 1950〜1994（2002年12月、飛鳥新社）　※1992年の再結成ライブと1990年のセッションを収録したCD付
- 村八分（2005年10月、K&Bパブリッシャーズ）　※「村八分BOX」から選曲したライブ音源を収録したCD付